# مرغ فاورولس
مرغ فاورولس (انگلیسی: Faverolles chicken) گونه‌ای از مرغ با نژاد فرانسوی است. این نژاد در دههٔ ۱۸۶۰ در شمال مرکزی فرانسه در حومهٔ روستاهای هودان و فاورولس پرورش داده شد. از همین روی، نام یکی از روستاهای زادگاه آن، فاورولس برای آن انتخاب شد.
فاورولس با مقاصد مصارف غذایی اعم از تخم و گوشت در فرانسه پرورش می‌یافت؛ اما اکنون هدف اصلی از پرورش آن، مقاصد نمایشی می‌باشد.
با رسیدن این نژاد از مرغ به بریتانیا در ۱۸۸۶، در استانداردهای نمایشی به ثبت رسید و پرورش دهندگان بریتانیایی، فاورولس‌هایی با قامت و پرهای بلندتر از هم خانواده‌های آلمانی و فرانسوی آن‌ها، تولید نمودند.